# Будло и Фелис Брайант
Диадориус Будло Брайант (англ. Diadorius Boudleaux Bryant; 13 февраля 1920, Шеллман, Джорджия — 25 июня 1987, Ноксвилл, Теннесси) и Матильда Женевьева «Фелис» Брайант (Скадуто) (англ. Matilda Genevieve «Felice» (Scaduto) Bryant; 7 августа 1925, Милуоки, Висконсин — 22 апреля 2003, Гатлинберг, Теннесси), профессионально известные как  Будло и Фелис Брайант (англ. Boudleaux and Felice Bryant) — американский тандем авторов песен, состоявший из мужа и жены, создавших свыше 6000 композиций (из них различными артистами записано около 1500), многие из которых стали классикой кантри, рока и поп-музыки. Переехав в 1950 году из Джорджии в будущую столицу кантри, супруги первыми в городе на постоянной основе сосредоточились исключительно на сочинении песен (главным образом для звёзд Grand Ole Opry). Всего их творческое партнёрство продолжалось более 40 лет (с 1945 по 1987 год), прекратившись со смертью Будло. В дальнейшем Фелис работала самостоятельно.
Среди ранних успехов тандема — треки «Country Boy» Литтл Джимми Диккенса, «It’s a Lovely, Lovely World» Карла Смита и 20 хитов The Everly Brothers, среди которых «Bye Bye Love» и «All I Have to Do Is Dream» (пара была основным поставщиком материала для братьев с 1957 до начала 1960-х годов). Одной из самых известных работ супругов благодаря The Osborne Brothers в 1968 году стала «Rocky Top» — ныне официальная песня штата Теннесси. Единоличному авторству Будло также принадлежит композиция «Love Hurts», популяризованная в 1975 году группой Nazareth. В целом же творчество Брайантов записывали свыше 400 артистов, в частности, кантри-исполнители Ред Фоли, Джим Ривз, Эдди Арнольд, Рой Кларк, Эммилу Харрис, Грэм Парсонс и Патти Лавлесс; поп-певцы Эл Мартино, Фрэнки Лэйн и Тони Беннетт; рокеры Рой Орбисон, Бадди Холли и Джим Капальди. Несмотря на признание именно в качестве создателей песен, пара сама выпустила ряд синглов и альбом A Touch of Bryant (1980).
По итогам своей многолетней карьеры Фелис и Будло завоевали репутацию одного из лучших авторских тандемов в кантри и поп-музыке и стоят в числе наиболее известных супружеских партнёрств, сочинявших материал в этих жанрах. Успешно работая как с религиозными, так и светскими стилями кантри, и попутно стирая границы между ними и поп-музыкой, они были в числе самых долговременно востребованных песенников своей эпохи. Классические и новые произведения Брайантов стабильно появляясь в кантри- и поп-чартах на протяжении 1940—1980-х годов, разойдясь общим тиражом свыше 250 млн копий. Большинство из них публиковались через собственное издательство пары — House of Bryant. Муж и жена посвящены в Зал славы авторов песен Нэшвилла (1972), Зал славы авторов песен Национальной академии популярной музыки (1986) и Зал славы кантри (1991). Журнал Rolling Stone поместил их на строчку № 89 в своём списке «100 величайших авторов песен всех времён» (2015).

## История

### Знакомство и начало сотрудничества
Диадориус Будло Брайант родился в семье юриста из маленького городка Шеллман, а детство провёл в Молтри (оба находятся в штате Джорджия), куда его ещё младенцем привезли родители. Среднее имя «Будло» досталось мальчику с подачи Брайанта-старшего, назвавшего сына в честь француза, спасшего ему жизнь во время Первой мировой войны. При этом Будло с детства получил первоклассное классическое музыкальное образование. По инициативе отца, видевшего своего отпрыска концертным виртуозом, он с 5 до 18 лет учился на скрипача. Хотя амбициозная цель в итоге и не была достигнута, Будло в 1938 году всё же отыграл сезон с несколькими оркестрами, включая симфонический города Атланта. Однако уже в следующем году он переключился с классической музыки на популярную. В скрипичной мастерской юноша встретил представителя вещавшей из Атланты радиостанции WSB, как раз искавшего скрипача для тамошнего кантри-бэнда. Подобная музыка не была чуждой Будло — ещё в начале 1930-х отец организовал с ним и его четырьмя братьями и сёстрами семейную группу, которая играла на сельских ярмарках Среднего Запада. Проявив интерес к вакансии, Будло в конечном счёте получил работу. Перейдя таким образом с классической скрипки на фиддл, он примкнул к игравшему на WSB ансамблю Хэнка Пенни Radio Cowboys. С Пенни музыкант оставался вплоть до 1940 года, появившись также на нескольких его записях, а позже сотрудничал с коллективом Gene Steele & His Sunny Southerners на радио WMC в Мемфисе. Последующие годы Будло провёл исполняя блюграсс и джаз с различными коллективами в многочисленных клубах и отелях по всей стране. Летом 1945-го, выступая в гостинице Schroeder Hotel города Милуоки, он познакомился с Матильдой Скадуто, работавшей там же оператором лифта. Уже 5 сентября того же года пара поженилась в Ньюпорте, штат Кентукки. Вскоре после свадьбы Матильда переименовалась в Фелис — такое неформальное прозвище ей дал Будло. Обосновались молодожёны в Молтри.
Жена Будло была родом из Милуоки, где с детства исполняла народные итальянские песни с родителями. «Я уже пела „’O sole mio“, когда они перерезали пуповину» — отмечала она в шутку. Ребёнком Фелис также выступала на радио, а во время Второй мировой войны участвовала как волонтёр в представлениях, проводимых USO. Посещая католическую школу, девушка брала уроки вокала и в перспективе подумывала стать певицей, но, ожидая своего шанса, бралась за любую работу. Её истинным увлечением однако являлась поэзия, и в течение двух первых лет совместной жизни супруги начали комбинировать музыку Будло с текстами Фелис, что и положило начало их тандему. На самом же деле, городской Фелис было просто крайне скучно в сельском Молтри и она, вспомнив детство, стала писать стихи, чем вдохновила мужа на творчество. Прежде создание песен служило для Будло лишь хобби, хотя их порой и записывали малоизвестные свинговые группы из Техаса. «Я бы до сих пор играл на фиддле, если бы не моя жена. Без Фелис я был бы абсолютно никем», — говорил он позднее. Вооружившись журналом Billboard, пара стала рассылать свои произведения по адресам издателей. Параллельно Брайанты гастролировали как водевиль, пели дуэтом в ночном клубе и даже работали на пару диск-жокеями в Грин-Бей, штат Висконсин. Прежде чем их сочинения начали публиковаться и попадать на пластинки, Фелис и Будло сделали около 80 песен. Среди первых записанных профессионалами (группой Three Sons), был трек «Give Me Some Sugar, Sugar Baby, And I’ll Be Your Sweetie Pie». Примерно в тогда же их композиция «Country Boy» заинтересовала известного шоумена Артура Годфри, но за её продвижение тот хотел 50 % авторских и права на саму песню. Супруги отказались. В конце 1940-х — начале 1950-х Фелис зачастую сидела дома с маленькими сыновьями Дейном и Делом, а Будло налаживал бизнес. По этой причине многие композиции того периода он написал один или с другими партнёрами, но к середине 1950-х тандем мужа и жены заработал на полную.

### Первый успех и пик карьеры
Прорывным для карьеры Фелис и Будло стал 1948 год, когда через знакомого певца Рома Джонсона их песня «Country Boy» попала к Фреду Роузу из музыкального издательства Acuff-Rose Publications в Нэшвилле. Последний направил её Литтл Джимми Диккенсу, в исполнении которого она весной 1949-го достигла позиции № 7 в чарте Hot Country Songs (тогда этот хит-парад ещё именовался Best-Selling Retail Folk Records). В следующем году Роуз убедил Брайантов переехать в Нэшвилл и посвятить сочинительству всё свое время. Так в 1950-м они оказались первыми авторами песен, которые обосновались в городе, вскоре завоевавшем славу столицы музыки кантри. На новом месте пара работала под эгидой нью-йоркского издательства Tannen Music. Получая за создание материала $35 в неделю, они пытались заинтересовать своим творчеством как можно более широкий круг кантри-артистов. «Все считали нас сумасшедшими, но мы разглядели перспективы», — вспоминала Фелис. Самыми главными клиентами тандема на раннем этапе выступали Диккенс и Карл Смит. Для первого Брайанты специально написали, в частности, композиции «I’m Little But I’m Loud», «Take Me As I Am», «Out Behind the Barn» и «Hole in My Pocket»; второй же получил такие крупные шлягеры как «Hey, Joe», «Back Up, Buddy» и «It’s a Lovely, Lovely World». С тех пор произведения супругов редко отсутствовали в популярных хит-парадах, причём многие их работы попадали одновременно как в кантри, так и поп-чарты.
Помимо занятия сочинительством для других исполнителей, продуктивная пара в период с 1951 по 1953 год сама записала четыре сингла для лейбла MGM Records, последние три из которых — под именем Bud & Betty Bryant. Однако когда их настиг серьёзный успех с хонки-тонковыми композициями для Карла Смита, в частности, «Just Wait Till I Get You Alone», они решили сосредоточиться исключительно на создании песен. В это же время Брайанты стали нэшвиллскими пионерами в области продвижения и самостоятельного издания материала. Так, в 1954 году они прекратили отношения с Tannen Music и основали собственное издательство — Showcase Music. Двумя годами позже супруги, наконец, заключили 10-летний договор с Acuff-Rose Publications, обозначивший для них начало ещё более успешного периода. После подписания документа Брайанты превратились в штатных песенников этой фирмы. При этом контракт сам по себе являлся инновационным и предусматривал невиданные в те времена реверсивные условия (возврат прав на произведения к авторам по завершении отношений с издателем). Тем не менее Роуз не был единственным покровителем Будло и Фелис — например, благодаря дружбе пары с гитаристом и продюсером Четом Аткинсом, несколько их песен в 1953—1955 годах записал Эдди Арнольд. Однако самые знаменитые отношения на музыкальном поприще связывали тандем с двумя талантливыми братьями из штата Кентукки — Филом и Доном Эверли.
В 1957 году Уэсли Роуз (сын Фреда Роуза) привлёк пару к сочинению более подростковых песен для нового дуэта — The Everly Brothers. Поскольку сами Брайанты записывали большинство своих демо именно вдвоём, их композиции оказались естественным выбором для братьев. Так произведения Фелис и Будло начали оказывать влияние на новый, динамично развивавшийся рынок рок-н-ролла. Фил и Дон стали для супругов самыми крупными заказчиками. Снабдив Эверли их первым хитом «Bye Bye Love», тандем оставался их главными поставщиком материала вплоть до начала 1960-х (во многом благодаря Уэсли Роузу, одновременно выступавшему издателем Брайантов и менеджером The Everly Brothers). Всего пара сочинила для братьев 29 песен; 20 из них — хиты вроде «Wake Up, Little Susie», «All I Have to Do Is Dream», «Take a Message to Mary» и «Sleepless Nights» (последний в дальнейшем записывали Эммилу Харрис и Патти Лавлесс). Благодаря шлягерам Брайантов, неизвестный дуэт, сперва пробовавший силы в кантри, успешно перешёл на рок, и обрёл звёздный статус. Автором стихов для этих популярных треков во многих случаях выступала единолично Фелис. Вместе с тем часть подобных мелодраматических зарисовок подростковой жизни была полностью написана Будло (например, песни «Bird Dog», «Devoted To You» и «Like Strangers»). При том благодаря сочетанию классических для кантри сентиментов о несчастной любви и темы юношеских метаний, композиции созданные тандемом для The Everly Brothers, сохраняли актуальность надолго, даже если не становились хитами. В целом же работы супругов в исполнении братьев разошлись тиражом свыше 11 млн копий.
Творчество Брайантов отличалось не только высоким качеством, но и крайней универсальностью. В 1950-е их кантри-шлягеры успешно перепевали поп-исполнители вроде Эла Мартино, Фрэнки Лэйна и Тони Беннета. Так, последний в 1951 году сделал популярной песню супругов «Have a Good Time», которую с тех пор записывали многие другие артисты. На волне успешного сотрудничества пары с братьями Эверли, к ней за материалом начали обращаться и прочие подростковые идолы, например, Бадди Холли и Боб Люман. Для них Фелис и Будло создали композиции «Raining In My Heart» и «Let’s Think About Living» соответственно. Последнюю в 1970-е возродила Энн Мюррей. Кроме того, дебютный хит The Everly Brothers «Bye Bye Love» в 1970 году переосмыслили Simon and Garfunkel, затем Уэбб Пирс и Донни Осмонд, а в 1980-м он прозвучал в фильме «Весь этот джаз». Одной из самых записываемых песен единоличного авторства Будло стала «Love Hurts» — сочинённая им для Эверли скорбная, почти с жалостью к себе, баллада. Сперва она полюбилась аудитории американского кантри-рока благодаря интерпретациям Роя Орбисона и Грэма Парсонса, а позже была перепета британскими рокерами Джимом Капальди и группой Nazareth. Именно Nazareth в 1975—1976 годах сделали композицию мировым поп-хитом. Среди других примечательных работ супругов на пике их карьеры — «Midnight» для Реда Фоли (в соавторстве с Аткинсом), «How’s the World Treating You» для Эдди Арнольда (вновь совместно с Аткинсом) и «Blue Boy» для Джима Ривза. Сочинённая Фелис песня «We Could» стала успешной в исполнении Мартино и Чарли Прайда, а также записывалась Тэмми Уайнетт.

### Последующие годы и смерть
С закатом эры рок-н-ролла Брайанты вернулись к музыке кантри и активно сочиняли её на протяжении 1960-х и 1970-х годов (в том числе блюграсс-материал). Их прежние постоянные клиенты The Everly Brothers к тому моменту подписали контракт с лейблом Warner Bros. Records и перебрались в Лос-Анджелес. Среди хитовых работ пары в 1960-е были «Let’s Think About Living» для Боба Люмана, «My Last Date» для Скитер Дэвис, «Baltimore» для Сонни Джеймса и «I Love to Dance with Annie» для Эрнеста Эшворда. Однако самой долгоживущей композицией тандема из того периода оказалась «Rocky Top» — своего рода гимн, воспевающий штат Теннесси. Популяризированная в 1968 году дуэтом The Osborne Brothers, она теперь является официальной песней упомянутого штата, а также боевой песней атлетических команд Университета Теннесси и одной из наиболее известных вещей Брайантов в принципе. При этом известно, что написали её супруги всего за 10 минут. С начала 1960-х Будло также периодически обращался к инструментальной музыке, начав данный тренд композицей «Mexico». Став хитом в США, она в течение нескольких лет в разных интерпретациях (включая прочтение оркестра Tijuana Brass Герба Альперта) достигла суммарных продаж свыше 6 млн копий. По следам этого произведения последовал более амбициозный структурно, но не столь успешный коммерчески трек «Polynesian Suite» — своеобразный тональный портрет островов Океании. Наконец, в 1970 году Будло представил ещё одну работу без текста и вокала — «Country Gentleman», на этот раз созданную в соавторстве с Четом Аткинсом.
По истечении 10-летнего контракта с Acuff-Rose Publications Брайанты основали в Хендерсоне (пригород Нэшвилла) собственную издательскую компанию Bryant Publications. В дальнейшем фирма была переименована в House of Bryant, а в 1983 году её штаб-квартира переместилась в городок Гатлинберг в том же штате Теннесси. Сами Будло и Фелис переехали туда жить из Нэшвилла пятью годами ранее — это место полюбилось им ещё во второй половине 1960-х, когда они сочиняли песни, проводя время в местном отеле. Именно через собственную компанию супруги в дальнейшем публиковали большую часть создаваемых ими работ. В 1972 году муж и жена были посвящены в Зал славы авторов песен Нэшвилла. Из числа написанных одним или обоими супругами композиций в 1970-е годы хитами стали «We Could» в интерпретации Чарли Прайда, «Take Me as I Am (Or Let Me Go)» в исполнении Мака Уайта, «Sweet Deceiver» и «Penny Arcade», спетые Кристи Лейн, и «Raining in My Heart» в прочтении Лео Сейера. Среди других заметных треков авторства Брайантов в данный период был также «Come Live With Me» Роя Кларка. Кроме того, в конце десятилетия пара впервые сама записала альбом, назвав его A Touch Of Bryant (1980). Работая в непривычном для себя исполнительском формате, они поместили на пластинку восемь свежих композиий, а также четыре проверенных временем шлягера («All I Have to Do Is Dream», «Bye Bye Love», «Raining in My Heart» и «Rocky Top»). «Мы собирались включить в альбом только новые песни, но два наших сына предложили добавить и несколько старых вещей — для узнаваемости», — объяснял Будло.
В 1981 году хитом Джо Стемпли и Мо Бэнди стала написанная Будло песня «Hey Moe, Hey Joe». Хотя на протяжении 1980-х Брайанты продолжали сочинять новый материал, большую часть дохода супругам всё же приносил обширный каталог их популярных композиций прошлых десятилетий. К 1985 году суммарные продажи работ пары превысили сумму в $250 млн. «Наша жизнь была такой, словно Санта-Клаус пришёл в дом и решил остаться», — описывала Фелис масштаб коммерческого успеха их творчества на тот момент. Тем не менее в июне 1987 года Будло скончался от рака в больнице Baptist Memorial Hospital в Ноксвилле, штат Теннесси. Историк музыки кантри Роберт Оерманн впоследствии назвал это событие «концом одной из самых трогательных историй любви в популярной музыке». Незадолго до смерти Будло пара была посвящена в Зал славы авторов песен Национальной академии популярной музыки (1986), а в 1991 году Фелис за двоих приняла посвящение тандема в Зал славы кантри. В дальнейшем она время от времени сочиняла материал в одиночку. До конца жизни сохраняя публичную активность, песенница не переставала иногда появляться на различных мероприятиях музыкальной индустрии — обычно в сопровождении своих сыновей Дейна и Дела, к тому моменту тоже работавших в этом бизнесе (Дел, например, занимал должности президента и CEO компании BMI). Фелис скончалась в 22 апреля 2003 года в возрасте 77 лет своем доме в Гатлинберге. Причиной её смерти, как и в случае с Будло, стал рак. В дальнейшем Дел и Дейн взяли на себя управление основанным их родителями музыкальным издательством House of Bryant.

## Значение и наследие
Как отмечает составитель альманаха Encyclopedia of Popular Music Колин Ларкин, Будло и Фелис Брайант являются одним из лучших тандемов авторов песен в кантри и поп-музыке и стоят в числе самых известных супружеских партнёрств, работавших в этих жанрах. Музыковед Дон Тайлер относит пару к разряду наиболее продуктивных команд песенников периода 1955—1959 годов и самых успешных в истории. При этом Будло, по оценке кантри-музыковеда Билла Малоуна — один из лучших авторов песен в музыке кантри в принципе. В свою очередь Фелис, как отмечает историк кантри Роберт Оерманн, породила на Мьюзик-Роу настоящий бум женщин-авторов песен, ставших вслед за ней неотъемлемой частью нэшвиллской музыкальной сцены. Среди многочисленных последовательниц Фелис были, например, Мэй Борен Акстон и Мариджон Уилкин. При этом, согласно историку, супруги в 1950 году оказались первыми сочинителями, разглядевшими грядущую значимость Нэшвилла как музыкального центра и прибывшими туда с чётким намерением писать материал для звёзд Grand Ole Opry. Оерманн подчёркивает, что Брайанты были также первыми в этом городе, кто сделал профессиональное сочинение песен своим основным родом деятельности.
По замечанию Малоуна, тандем отличала способность легко адаптироваться к любому стилю кантри — от кантри-госпела до светских форм. По мере того, как в 1950-е годы жанр становился всё ближе к поп-музыке и его самобытность начала в некоторой мере улетучиваться, Брайанты находились в числе тех сочинителей, кто в целом отрицал существование принципиальной разницы между текстами для поп-музыки и кантри. Среди всех кантри-авторов той эпохи, они, наряду с Синди Уокер, оставались актуальными дольше всех, продемонстрировав, по оценке Малоуна, «выдающуюся способность приспосабливаться к меняющимся условиям и даже выигрывать от постоянных стилистических изменений в музыке кантри». Так, материал пары, как старый, так и новый, стабильно появлялся в чартах на протяжении 1940—1980-х годов. Когда же взлёт популярности рок-н-ролла в середине 1950-х нанёс сокрушительный удар многим традиционным кантри-артистам, Фелис и Будло, согласно Тайлеру, напротив, стали процветать ещё больше. В то же время, по наблюдению Малоуна, композиции Брайантов имели гораздо более выраженный сельский оттенок, чем, например, работы той же Уокер, хотя ни одни из супругов не воспитывался на музыке кантри с детства.
Сведения об объёмах и продажах наследия Фелис и Будло несколько варьируются. В частности, по данным Малоуна, супруги сочинили много больше 7000 песен, из которых записано около 1500. Тайлер говорит о превышении планки в 6000 и 1500 соответственно (такие же цифры приводит само издательство Брайантов — House of Bryant), отмечая, что творчество супругов разошлось тиражом более 300 млн пластинок. Со своей стороны нэшвиллский эксперт в области музыки кантри Пол Кингсбери, совпадая с Тайлером в оценках количества записанных композиции, указывает на их продажи в количестве свыше 250 млн копий. В общей сложности, согласно Кингсбери, работы пары записывали более 400 различных артистов. В конечном счёте, по его словам, авторству Брайантов принадлежат одни из самых памятных песен 1950—1960-х годов, многие из которых со временем стали классикой кантри, рока и поп-музыки. Их композиция «Rocky Top», по мнению Малоуна, является «самой известной блюграсс-песней на свете», а такие вещи как «We Could», «Take Me as I Am» и «Hey Joe» — просто знакомы каждому исполнителю кантри. Журнал Rolling Stone поместил пару на строчку № 89 в своём списке «100 величайших авторов песен всех времён» (2015), назвав их тандемом мужа и жены, создавшим «одно из самых впечатляющих повествований о несчастной любви в рок-музыке» — песню «Love Hurts», ставшую попутно «одним из учредительных документов альт-кантри» и «пионером пауэр-баллад».

## Известные песни
Как отмечает музыкальный историк Роберт Оерманн, наибольшую известность Фелис и Будло Брайант обеспечили следующие песни и исполнявшие их артисты:
- «Country Boy» — Литтл Джимми Диккенс
- «I’m Little But I’m Loud» — Литтл Джимми Диккенс
- «Out Behind the Barn» — Литтл Джимми Диккенс
- «Hey Joe» — Карл Смит
- «Just Wait Till I Get You Alone» — Карл Смит
- «Back Up Buddy» — Карл Смит
- «Bye Bye Love» — The Everly Brothers
- «Wake Up Little Susie» — The Everly Brothers
- «Take a Message to Mary» — The Everly Brothers
- «Bird Dog» — The Everly Brothers
- «All I Have to Do Is Dream» — The Everly Brothers
- «Devoted to You» — The Everly Brothers
- «Problems» — The Everly Brothers
- «Raining in My Heart» — Бадди Холли
- «A Change of Heart» — Китти Уэллс
- «She Wears My Ring» — Рэй Прайс
- «It’s a Lovely, Lovely World» — Карл Смит, Гейл Дэвис
- «Rocky Top» — The Osborne Brothers, Линн Андерсон
- «Come Live with Me» — Рой Кларк
- «Have a Good Time» — Сью Томпсон
- «Penny Arcade» — Кристи Лейн
- «Baltimore» — Сонни Джеймс
- «Blue Boy» — Джим Ривз
- «Fall Away» — Текс Риттер
- «I Can Hear Kentucky Calling Me» — Чет Аткинс
- «Country Gentleman» — Чет Аткинс
- «I’ve Got a Hole in My Pocket» — Рики Ван Шелтон
- «Sleepless Nights» — Эммилу Харрис
- «We Could» — Чарли Прайд
- «Love Hurts» — Рой Орбисон, Nazareth
- «Let’s Think About Living» — Боб Люман
- «Mexico» — Боб Мур

## Награды и почести
- Посвящение в Зал славы авторов песен Нэшвилла (1972)[41]
- Посвящение в Зал славы авторов песен Национальной академии популярной музыки (1986)[41]
- Посвящение в Зал славы кантри (1991)[41]
- Посвящение в Зал музыкальной славы Джорджии (2006)[42]
- Звезда на «Аллее славы Города Музыки» (2006)[43]
- ACM Awards в номинации Poet’s Award (2015)[44]
- Строчка № 89 в списке «100 величайших авторов песен всех времён» журнала Rolling Stone (2015)[40]
- Americana Music Honors & Awards в номинации President’s Award (2019)[45]
- BMI Evergreen Award за песню «Rocky Top» (2019)[46]
- BMI Awards в количестве 59 (в области поп-музыки, кантри и ритм-н-блюза)[47]

## Дискография
Синглы
- «I Dreamed Of A Wedding» / «Overweight Blues» (как Bood and Fileece Bryant, MGM, 1951)
- «Come A Little Closer» / «Let’s Change Partners» (как Bud and Betty Bryant, MGM, 1952)
- «Pepper Pickin'» / «Buttercup Valley» (как Bud and Betty Bryant, MGM, 1952)

Альбомы
- Boudleaux Bryant’s Best Sellers (как Boudleaux Bryant, Monument, 1963)
- A Touch Of Bryant (как Felice and Boudleaux, CMH, 1980)

## Полезные ссылки
- The Legacy of Boudleaux and Felice Bryant — панельная дискуссия в Зале славы и музее кантри (при участии Билла Малоуна, Дела Брайанта, Денниса Моргана и других спикеров)